# 어른애들
《어른애들》은 대한민국의 웹드라마이다.

## 줄거리
어른은커녕 여전히 서툴기만 한 패션업계 30대 여성들의 다이내믹한 일상과 직장 애환을 그린 하이퍼리얼리즘 드라마.

## 등장 인물

### 주요 인물
- 류혜영 : 백한아 역
- 윤상정 : 민윤채 역
- 신도현 : 천새나 역
- 백수희 : 문희정 역